# Manzana del Tejocote
Manzana del Tejocote är en ort i Mexiko.   Den ligger i kommunen Ocampo och delstaten Michoacán de Ocampo, i den södra delen av landet, 130 km väster om huvudstaden Mexico City. Manzana del Tejocote ligger 2 487 meter över havet och antalet invånare är 325.
Terrängen runt Manzana del Tejocote är kuperad. Runt Manzana del Tejocote är det ganska tätbefolkat, med 160 invånare per kvadratkilometer. Närmaste större samhälle är Heróica Zitácuaro, 19,9 km söder om Manzana del Tejocote. I omgivningarna runt Manzana del Tejocote växer huvudsakligen savannskog.